# Liste der Hochschulen in der Schweiz

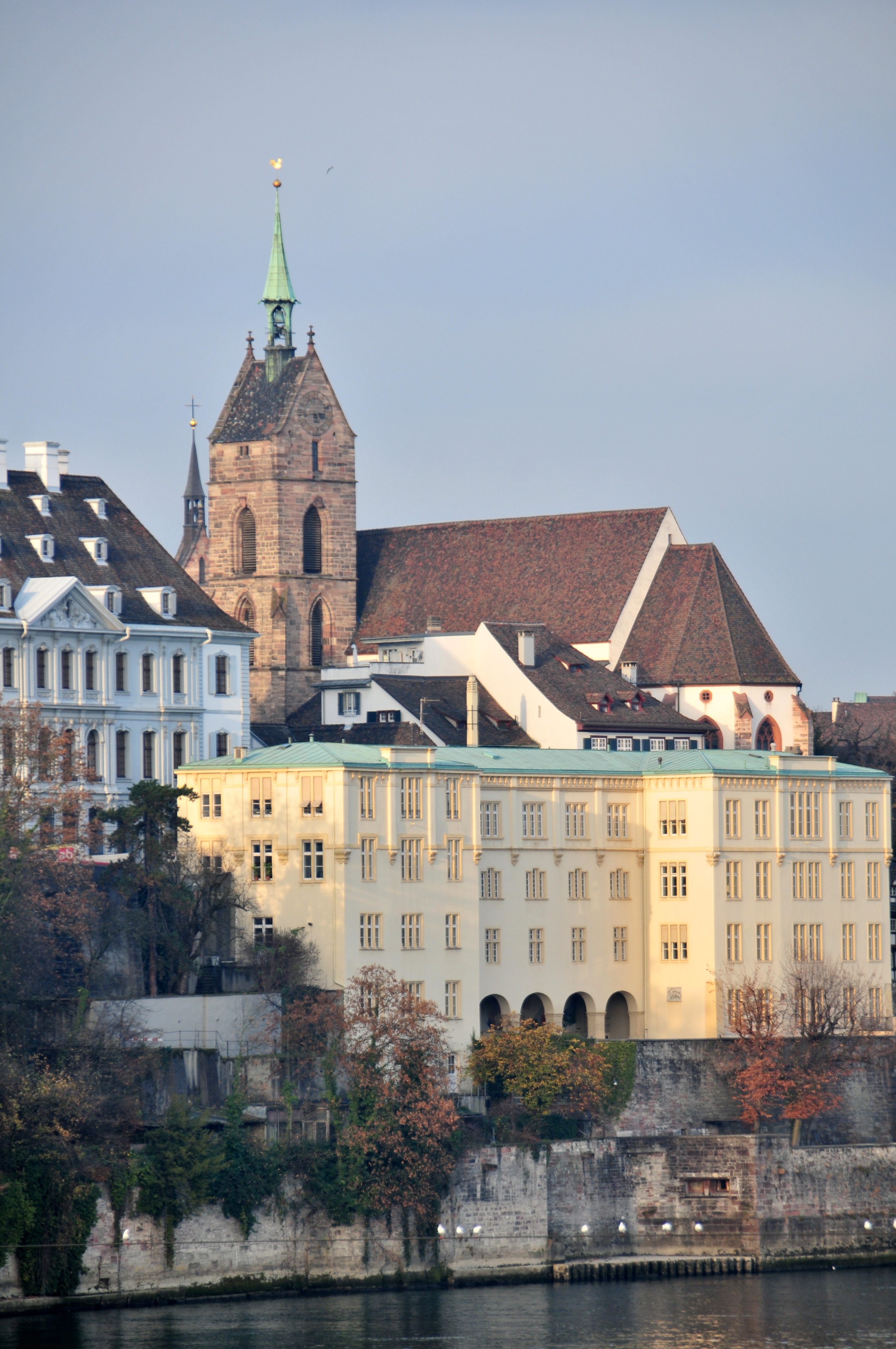
Die Universität Basel ist die älteste Hochschule der Schweiz und wurde im Jahr 1460 gegründet.

Dies ist eine Liste der Hochschulen in der Schweiz.

## Überblick
Das Schweizer Bildungssystem kennt verschiedene Hochschulen: Universitäre Hochschulen (UH), Fachhochschulen (FH) und Pädagogische Hochschulen (PH). Im Rahmen des Bologna-Prozesses wurden die Studiengänge aller Hochschulen auf Bachelor- und Masterstudiengänge umgestellt.
Da viele Fragen der Bildungspolitik in der Schweiz kantonal geregelt sind, erfolgt die Koordinierung vor allem durch die folgenden Gremien, die Aufgaben wahrnehmen, welche in anderen Ländern durch die Bildungsministerien wahrgenommen werden:
- Die Schweizerische Hochschulkonferenz (SHK) ist das oberste hochschulpolitische Organ. Sie trägt dem Anliegen der Bundesverfassung Rechnung, wonach Bund und Kantone gemeinsam für die Koordination im schweizerischen Hochschulwesen sorgen. Die SHK tagt als Plenarversammlung oder als Hochschulrat.

- Die Schweizerische Agentur für Akkreditierung und Qualitätssicherung (AAQ) führt institutionelle Akkreditierungen im Schweizerischen Hochschulraum durch. Diese Verfahren sind Voraussetzung für das Recht, eine der drei geschützten Bezeichnungen – "Universität", "Fachhochschule" und "Pädagogische Hochschule" – zu tragen. Die AAQ ist dem Schweizerischen Akkreditierungsrat unterstellt.

- swissuniversities – die Rektorenkonferenz der schweizerischen Hochschulen – führt ein Register der anerkannten Hochschulen der Schweiz, welches durch die Informationsstelle für Anerkennungsfragen (Swiss ENIC) betreut wird.

Als universitäre Hochschulen werden die kantonalen Universitäten und die beiden vom Bund getragenen Eidgenössischen Technischen Hochschulen bezeichnet. Anerkannt sind des Weiteren 4 Universitätsinstitutionen, 9 Fachhochschulen, 18 Kunst- und Musikschulen, 15 Pädagogische Hochschulen in verschiedener Trägerschaft sowie drei sonstige Institutionen.
In der Schweiz gibt es sieben kantonal oder interkantonal getragene Fachhochschulen, die in weitere Teilhochschulen untergliedert sind sowie eine privat getragene Fachhochschule und ein Fachhochschulinstitut.
Die gesetzlich verankerte Gleichstellung von Männern und Frauen geht an Universitäten und Hochschulen mit der Arbeit von Frauen- und Gleichstellungsbeauftragten einher, welche gleichstellungspolitische Interessen gesamtschweizerisch in der KOFRAH (französisch CODEFUHES) vertreten.

## Universitäre Hochschulen gemäss Hochschulförderungs- und Koordinationsgesetz (HFKG)

### Eidgenössische Technische Hochschulen (Träger ist der Bund)
- École polytechnique fédérale de Lausanne (EPFL) in Lausanne
- Eidgenössische Technische Hochschule Zürich (ETHZ) in Zürich

### Kantonale Universitäten
- Universität Basel in Basel
- Universität Bern in Bern
- Universität Freiburg/Université de Fribourg in Freiburg
- Université de Genève in Genf
- Université de Lausanne in Lausanne
- Università della Svizzera italiana (USI/SUP) in Lugano und Mendrisio
- Universität Luzern in Luzern
- Université Neuchâtel in Neuenburg
- Universität St. Gallen (HSG) in St. Gallen
- Universität Zürich in Zürich

### Hochschulinstitutionen gemäss HFKG
- FernUni Schweiz, Brig
- Institut de hautes études internationales et du développement, Genève, IHEID

## Fachhochschulen

### Kantonale Trägerschaft
- Berner Fachhochschule (BFH)
  - Berner Fachhochschule, Departement Technik und Informatik in Bern, Biel und Burgdorf
  - Berner Fachhochschule, Departement Architektur, Holz und Bau in Biel und Burgdorf
  - Berner Fachhochschule, Departement Wirtschaft in Bern
  - Berner Fachhochschule, Departement Gesundheit in Bern
  - Berner Fachhochschule, Departement Soziale Arbeit in Bern
  - Hochschule der Künste Bern in Bern und Biel
  - Hochschule für Agrar-, Forst- und Lebensmittelwissenschaften in Zollikofen
  - Eidgenössische Hochschule für Sport Magglingen in Magglingen bei Biel (der BFH angegliedert)

- Hochschule Luzern (HSLU) in Luzern, Horw, Rotkreuz und Zug
- Fachhochschule Graubünden (FHGR)
- Fachhochschule Nordwestschweiz (FHNW)
  - Hochschule für Angewandte Psychologie
  - Hochschule für Architektur, Bau und Geomatik
  - Hochschule für Gestaltung und Kunst
  - Hochschule für Life Sciences
  - Hochschule für Musik
  - Pädagogische Hochschule
  - Hochschule für Soziale Arbeit
  - Hochschule für Technik und Umwelt
  - Hochschule für Wirtschaft

- Fachhochschule Westschweiz (Haute École Spécialisée de Suisse occidentale) (HES-SO)
  - HES Santé-Social de Suisse in Delemont
  - Hochschule für Wirtschaft in Freiburg/Fribourg
  - Hochschule für Technik und Architektur Freiburg in Freiburg/Fribourg
  - Institut für Finanz und Management (IFM) in Genf
  - École d’ingénieurs de Genève
  - Haute école d’art et de design Genève (HEAD), ehemals École supérieure des beaux-arts Genève und Haute école d’arts appliqués
  - Conservatoire de musique de Genève
  - Institut d’études sociales in Genf
  - École d’ingénieurs (agronomes) de Lullier in Jussy
  - Haute école d’arts appliqués du canton de Vaud in Lausanne
  - Conservatoire de musique de Lausanne
  - Haute École de Gestion du canton de Vaud in Lausanne
  - École hôtelière de Lausanne (EHL) in Lausanne
  - École d’ingénieurs du canton de Neuchâtel in	Le Locle
  - Hochschule für Wirtschaft und Ingenieurwissenschaften des Kantons Waadt (HEIG-VD) in Yverdon-les-Bains
  - Hochschule für Wirtschaft in Neuchâtel
  - École d’ingénieurs de Changins in Nyon
  - Haute école d’arts appliqués du canton de Neuchâtel in La Chaux-de-Fonds
  - Fachhochschule Wallis Hochschule für Ingenieurwissenschaften in Sitten
  - Fachhochschule Wallis, Hochschule für Gesundheit in Visp und Sitten
  - Fachhochschule Wallis, Hochschule für Wirtschaft und Tourismus in Siders
  - Fachhochschule Wallis, Hochschule für Soziale Arbeit in Siders

- Ostschweizer Fachhochschule (OST)
  - Campus Buchs
  - Campus Rapperswil-Jona
  - Campus St.Gallen
- Scuola universitaria professionale della Svizzera italiana (SUPSI)
  - Lugano:  Dipartimento di arte applicata; Conservatorio della Svizzera Italiana
  - Manno:  Dipartimento di economia e management;  Dipartimento tecnologie innovative
  - Trevano-Canobbio:  Dipartimento di lavoro sociale;  Dipartimento delle costruzioni e territorio
  - Fernfachhochschule Schweiz (Fernstudium)

- Zürcher Fachhochschule (ZFH)
  - Zürcher Hochschule für Angewandte Wissenschaften (ZHAW), bestehend aus der ehemaligen HAP, HSSAZ, HSW, HSZ-T und ZHW
  - Zürcher Hochschule der Künste (ZHdK), bestehend aus der ehemaligen HGKZ und HMT
  - Pädagogische Hochschule Zürich (PHZH)
  - Hochschule für Wirtschaft Zürich (HWZ), nur noch Fachhochschulinstitut seit 13. Dezember 2016 (siehe https://fh-hwz.ch/news/hwz-ist-institutionell-akkreditiert/)
  - Interkantonale Hochschule für Heilpädagogik (HfH), der ZFH angegliedert

### Private Trägerschaft
- Kalaidos Fachhochschule (genehmigt 2005)
  - Private Hochschule Wirtschaft PHW Bern
- Fachhochschule Les Roches-Gruyère (LRG University of Applied Science)[3]
  - LRG University of Applied Sciences

## Pädagogische Hochschulen

### Bund
- Eidgenössische Hochschule für Berufsbildung

### Kantone
- Haute école pédagogique Berne-Jura-Neuchâtel (HEP BEJUNE) in Biel/Bienne, Delémont und La Chaux-de-Fonds
- Haute école pédagogique vaudoise (HEP-VD) in Lausanne
- Pädagogische Hochschule Bern (PHBern), deutschsprachige pädagogische Hochschule in Bern
- Pädagogische Hochschule der Fachhochschule Nordwestschweiz in Aarau, Basel, Brugg, Liestal und Solothurn
- Pädagogische Hochschule Freiburg (PHFR) in Freiburg
- Interkantonale Hochschule für Heilpädagogik Zürich (HfH) in Zürich
- Pädagogische Hochschule Graubünden (PHGR) in Chur
- Pädagogische Hochschule St. Gallen (PHSG) in Rorschach, St. Gallen und Gossau
- Pädagogische Hochschule Schaffhausen (PHSH) in Schaffhausen
- Pädagogische Hochschule Thurgau (PHTG) in Kreuzlingen
- Pädagogische Hochschule Wallis (PH-VS) in Brig-Glis und St. Maurice
- Pädagogische Hochschule Luzern
- Pädagogische Hochschule Schwyz
- Pädagogische Hochschule Zug
- Pädagogische Hochschule Zürich (PHZH) in Zürich
- Schweizer Hochschule für Logopädie Rorschach (SHLR) in Rorschach[4]
- Scuola Universitaria Professionale della Svizzera Italiana (SUPSI) / Dipartimento formazione e apprendimento[5]

## Kunst- und Musikhochschulen
Die meisten Kunst- und Musikhochschulen der Schweiz sind in eine der Fachhochschulen integriert, bis auf folgende Schulen:
- Conservatoire de musique de Genève, in Genf
- École de design et haute école d’art du Valais (EDHEA), in Sierre
- Diözesane Kirchenmusikschule St. Gallen (dkms)

## Vom Bund unterstützte anerkannte Universitätsinstitutionen
- Hochschulinstitut für öffentliche Verwaltung (IDHEAP) in Lausanne

## Private Hochschulen
Von der Schweizerischen Universitätskonferenz akkreditiert:
- Theologische Fakultät Lugano (Facoltà di Teologia di Lugano) in Lugano
- Franklin University Switzerland (FUS) in Lugano
- Staatsunabhängige Theologische Hochschule Basel
- Theologische Hochschule Chur (THC) in Chur

Sonstige private Hochschulen:
- Ausbildungs- und Tagungszentrum Bienenberg
- Privatuniversität Educatis, in Altdorf (2015 geschlossen)
- International Institute for Management Development (IMD) in Lausanne
- SBS Swiss Business School in Kloten, Zürich
- TDS Aarau – Höhere Fachschule Theologie, Diakonie, Soziales
- Theologisches Seminar St. Chrischona in Bettingen
- Lorange Institute of Business in Zürich
- EHS Erasmus Hochschule in Basel

Hochschulen ohne Akkreditierung des Schweizerischen Akkreditierungsrats (SAR), Stand 2024:
- Ecole WES'SUP Genève, Genf
- EU Business School, Genf
- Geneva Business School, Genf
- Geneva School of Diplomacy and International Relations (GSD), Genf
- IFM Business School, Genf
- International Management School Geneva, Genf
- International University in Geneva, Genf
- Swiss School for International Relations, Genf
- Swiss school of business and management (SSBM), Genf
- Swiss UMEF University, Genf
- University of Business and International Studies Geneva (UBIS), Genf
- Webster University Geneva, Genf
- Wesford Genève Switzerland, Genf